# Rebecca Lee Dorsey
Pour les articles homonymes, voir Dorsey.
Rebecca Lee Dorsey (30 août 1859 - 29 mars 1954) médecin américaine et experte en endocrinologie. Pionnière, elle est connue comme la première femme endocrinologue au monde et la première femme médecin à exercer à Los Angeles.

## Biographie
Dorsey fréquente le Wellesley College et est la première diplômée à obtenir un diplôme de médecine lorsqu'elle fréquente l'université de Boston ; elle obtient son diplôme en juin 1882. Elle voyage ensuite en Europe pour étudier auprès de Louis Pasteur, Robert Koch et Joseph Lister, avant de revenir à Los Angeles en 1886. Dorsey établit son propre cabinet médical et se spécialise en obstétrique, en pédiatrie et, plus tard, en endocrinologie. On dit qu'elle est le médecin traitant de plus de 4 000 naissances au cours de sa vie et qu'elle a administré la première inoculation de diphtérie à Los Angeles vers 1893.
Dorsey pratique la médecine pendant 60 ans, puis se retire et crée la première ferme de dattes en Californie.